# 토요타 bZ4X

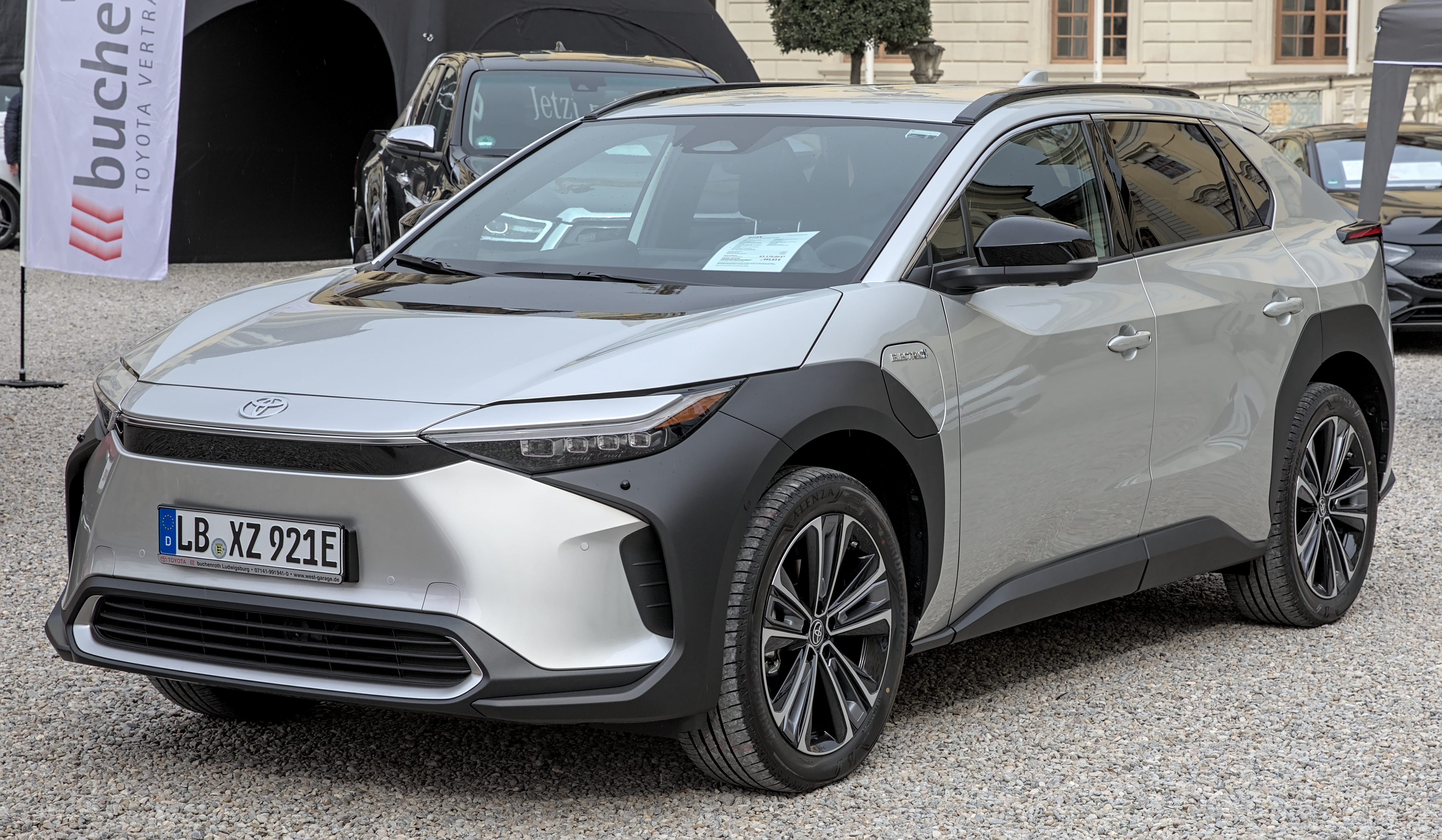

토요타 bZ4X(Toyota bZ4X)는 토요타 자동차가 제조한 배터리식 전기 콤팩트 크로스오버 SUV 자동차이다. 이 차량은 2021년 4월 "bZ4X 콘셉트"(bZ4X Concept)라는 이름으로 데뷔하였다. 토요타와 스바루가 공동 개발한 e-TNGA 플랫폼 기반의 첫 차량이며 토요타 bZ(beyond Zero) 시리즈의 배출 제로 차량(zero-emissions vehicle)의 일부가 되는 브랜드 최초의 모델이다.
2022년 중순에 일본과 중국의 생산 계획과 더불어 bZ4X의 전 세계 판매가 시작되었다. 미국 내 판매 또한 2022년 시작이 예정되었다. 토요타는 7개의 bZ 모델들이 2025년 전 세계적으로 런칭할 것이라 언급하기도 했다.
토요타에 따르면 bZ4X의 의미가 2가지 의미로 나뉜다: bZ는 배출 제로(beyond Zero emission)의 배터리식 전기 차량의 본성을 대표한다. "4X"는 콤팩트 크로스오버 SUV로 설명되며 여기서 숫자는 동일 크기의 토요타 RAV4에서 기원한다.